# Stretch - Guida o muori
Stretch - Guida o muori (Stretch) è un film del 2014 scritto, diretto e prodotto da Joe Carnahan.

## Trama
Stretch, un autista di limousine, ha una notte per reperire un'ingente somma di denaro, necessaria ad estinguere un debito. Pur di farcela, Stretch accetta di lavorare per un cliente folle che lo spinge a soddisfare tutte le sue richieste.

## Produzione
Il budget del film è stato di circa 3 milioni di dollari.
Le riprese cominciano nel luglio 2013, con la data di uscita fissata al 21 marzo 2014.

## Distribuzione
Il primo trailer del film viene diffuso il 25 settembre 2014.
La pellicola viene resa disponibile su iTunes e Amazon.com negli Stati Uniti d'America a partire dal 7 ottobre 2014, per poi passare in video on demand dal 14 ottobre. In Italia arriva direct to video a partire dal 27 agosto 2015.

### Divieto
Il film è stato vietato ai minori di 17 anni per la presenza di linguaggio scurrile, nudità e contenuti sessuali, uso di droghe e violenza.